# Plac Jana Palacha
Plac Jana Palacha (czeski: Náměstí Jana Palacha) – plac miejski na Starym Mieście w Pradze. Znajduje się na prawym brzegu Wełtawy obok dawnej dzielnicy żydowskiej. W przeciwieństwie do innych placów na Starym Mieście, plac Jana Palacha powstał pod koniec XIX wieku, stając się jednym z najnowszych.

## Transport
Do placu Jana Palacha dojechać można tramwajami nr 17 i 18 lub linią A metra. Wyjście ze stacji Staroměstská znajduje się obok południowo-wschodniego narożnika placu, a przechodząc przez pobliski most można dostać się do stacji Malostranská.

## Galeria

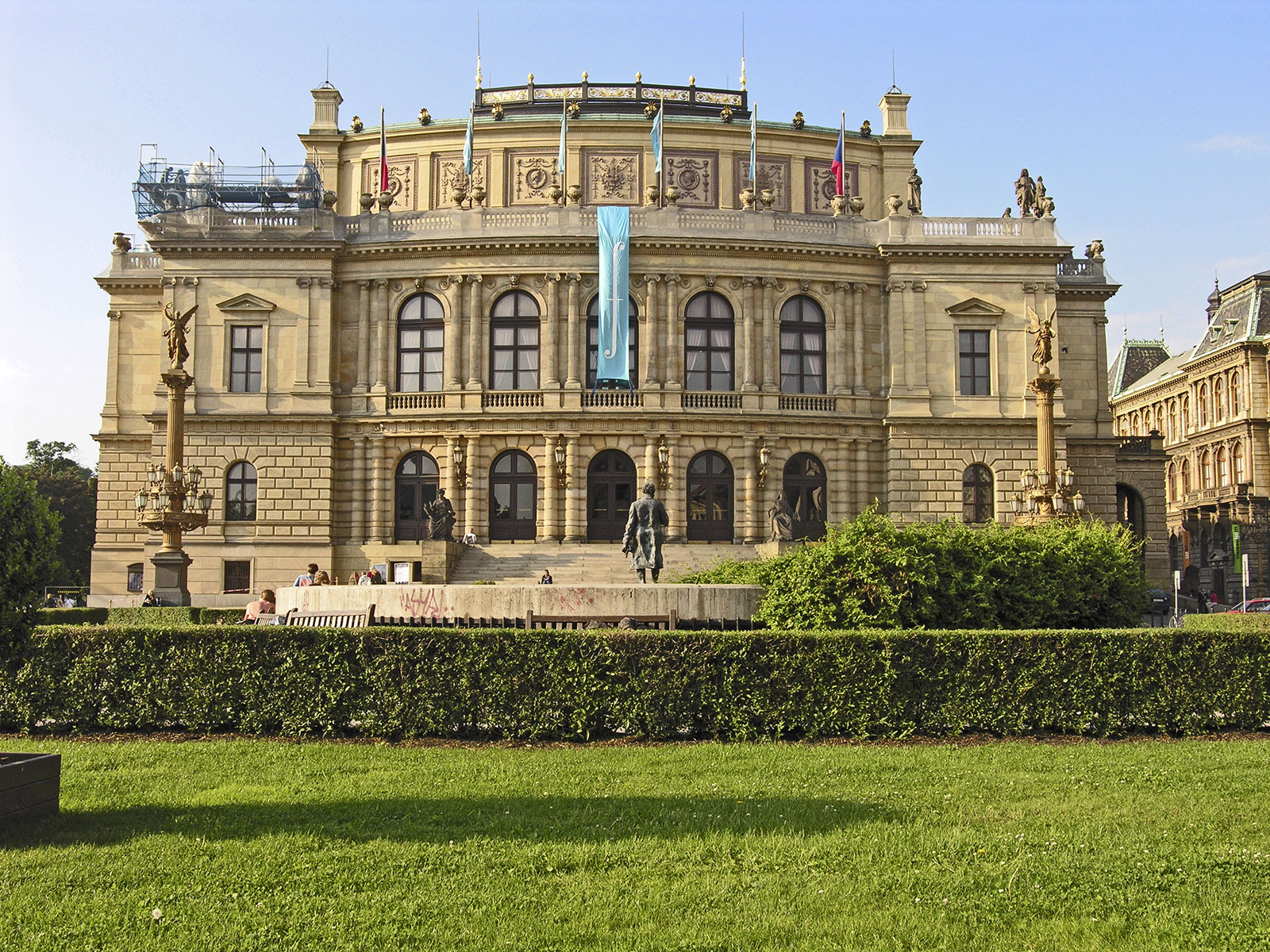
Rudolfinum
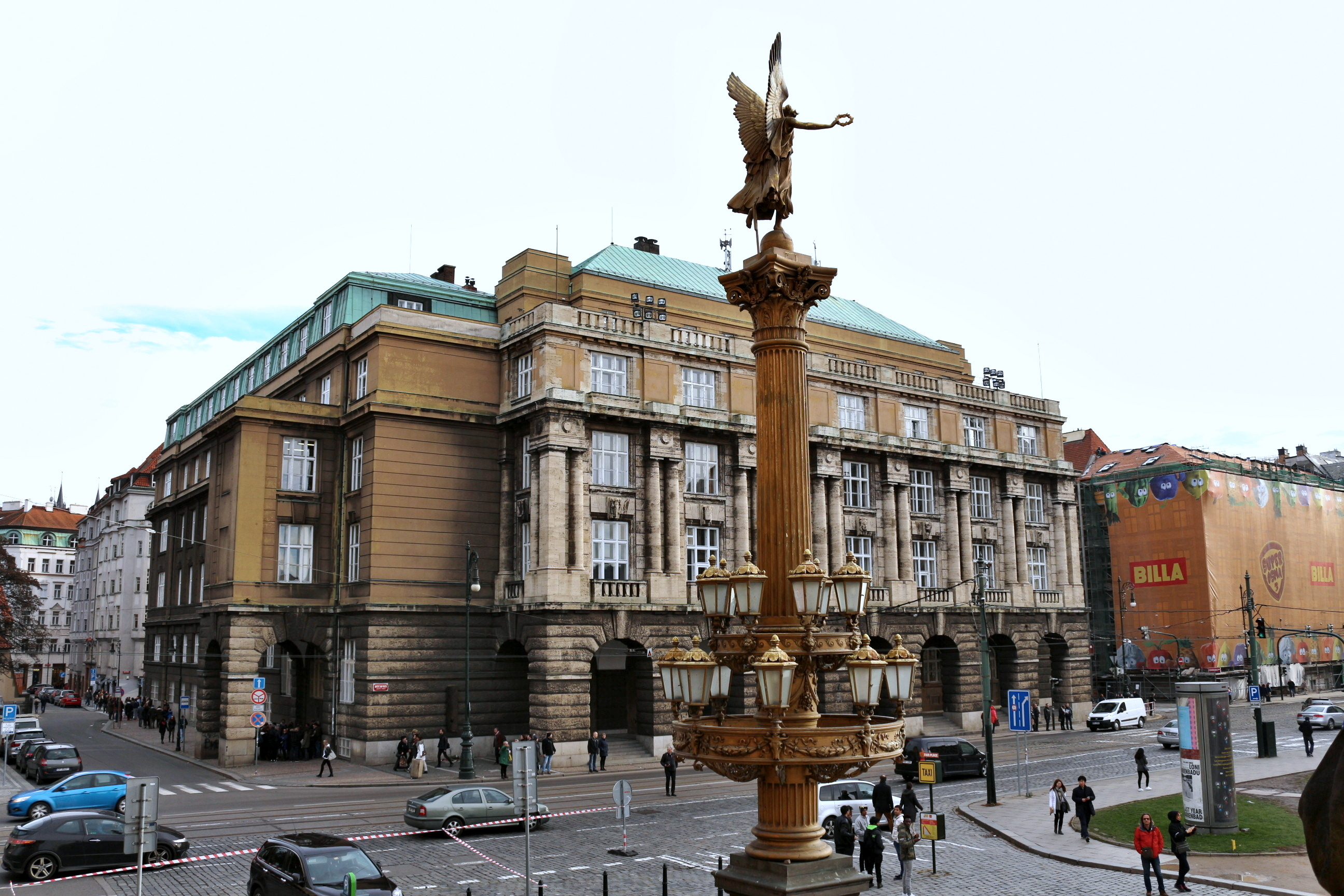
Wydział filozoficzny Uniwersytetu Karola
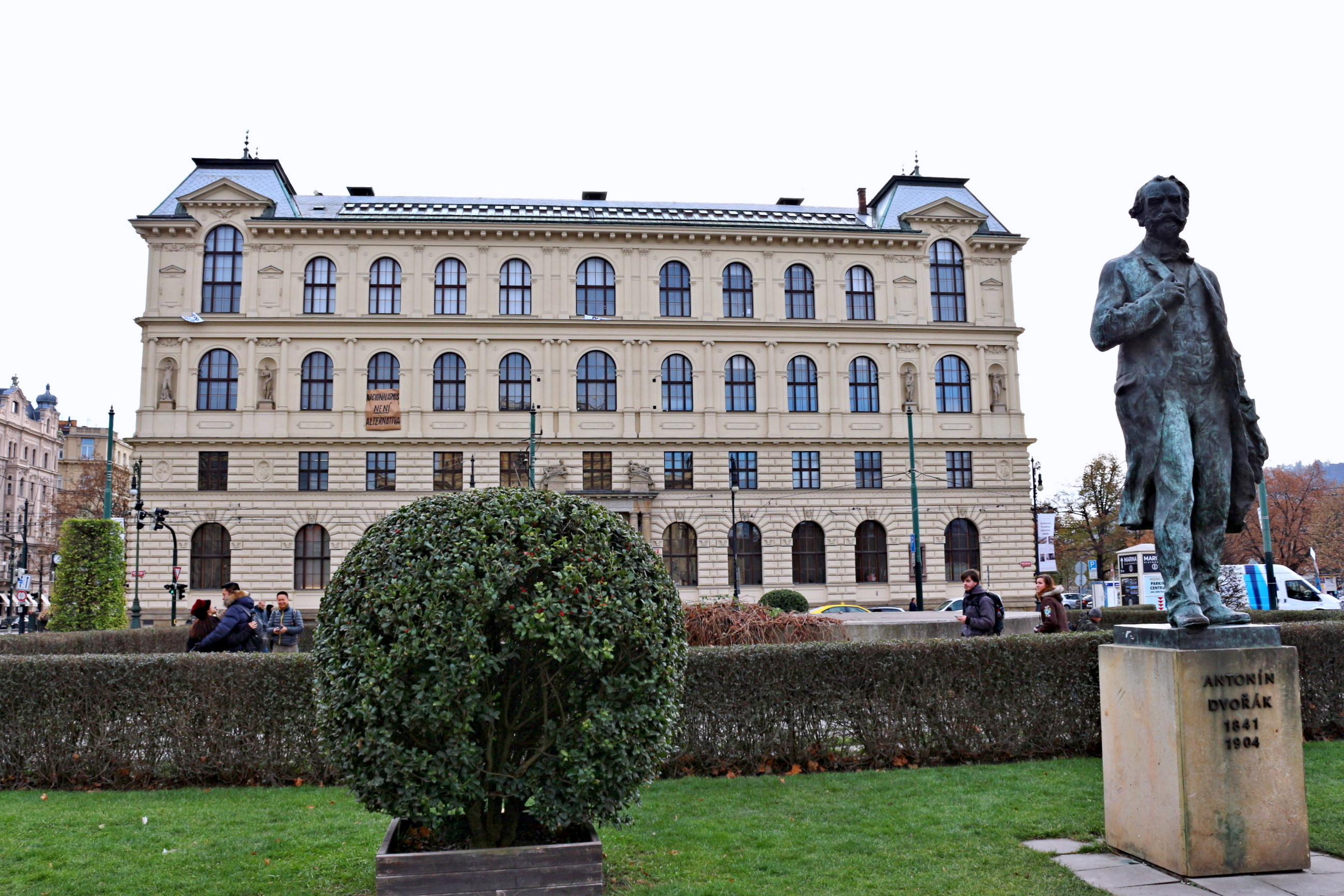
Akademia sztuki, architektury i projektowania, po prawej pomnik Antonína Dvořáka
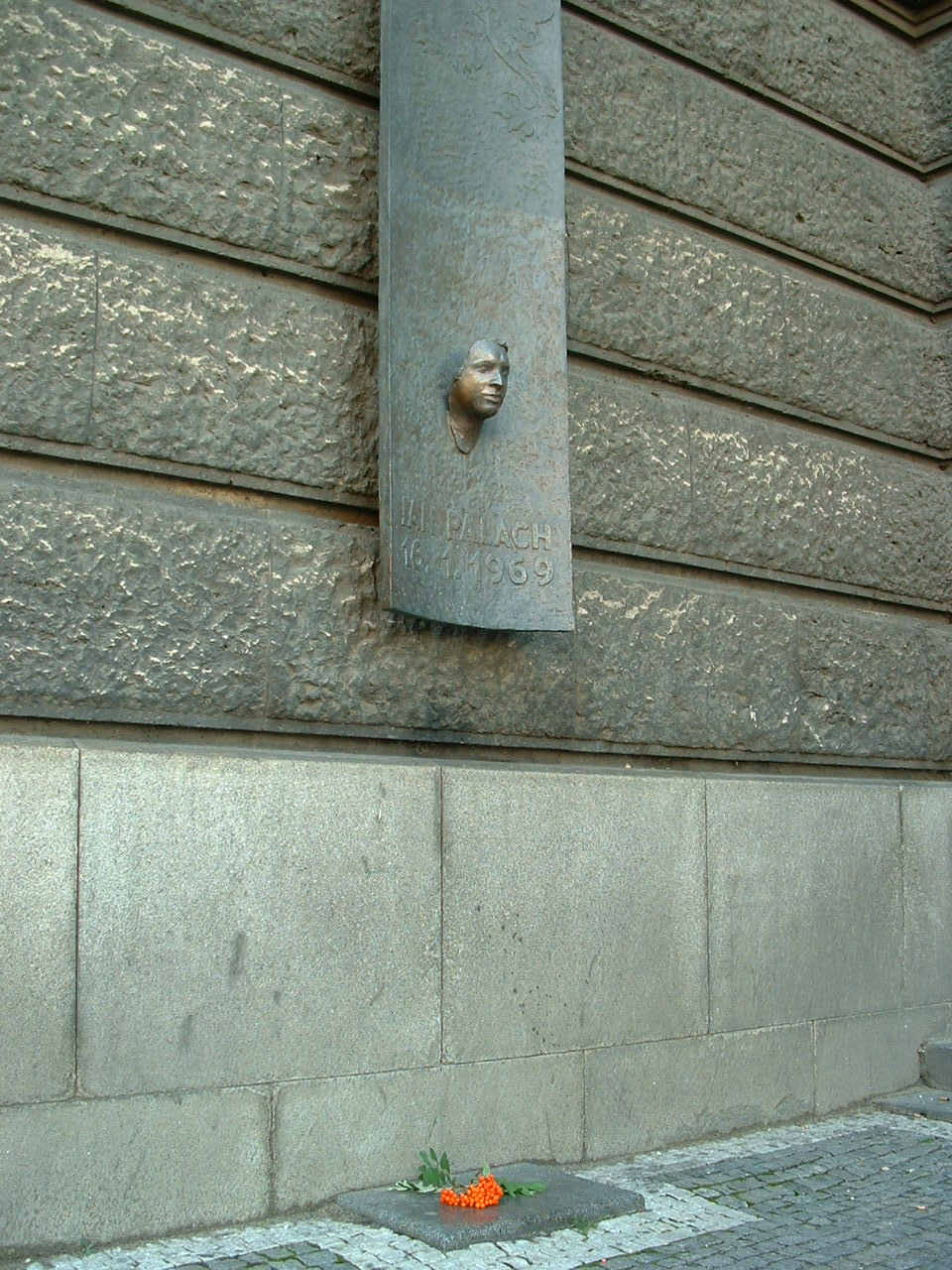
Pomnik Jana Palacha z pośmiertną maską na gmachu wydziału filozoficznego